# Uskijärvi
Uskijärvi eller Uskinjärvi är en sjö i Finland. Den ligger i kommunen Fredrikshamn i landskapet Kymmenedalen, i den södra delen av landet, 150 km öster om huvudstaden Helsingfors. Uskijärvi ligger 55 meter över havet. I omgivningarna runt Uskijärvi växer i huvudsak blandskog. Arean är 32,5 hektar och strandlinjen är 6,1 kilometer lång. Sjön  ingår i Vehkajokis huvudavrinningsområde. 